# Ямницька сільська територіальна громада
Ямницька сільська громада — територіальна громада в Україні, в Івано-Франківському районі Івано-Франківської області. Адміністративний центр — село Ямниця.
До складу громади входять 8 населених пунктів – Ямниця, Павлівка, Сілець, Тязів, Рибне, Майдан, Нова Гута, Ценжів – в межах п’яти старостинських округів (Павлівський, Сілецький, Тязівський, Рибненський, Майданський). Загальна площа громади – 126,59 кв. км. Загальна кількість населення станом на 15 грудня 2020 року становило 8930 осіб. Станом на 2025 рік становить 8565 осіб.
Утворена 28 липня 2017 року шляхом об'єднання Павлівської, Сілецької, Тязівської та Ямницької сільських рад Тисменицького району з наступним приєднанням Майданської і Рибненської.